# 22784 Theresaoei
22784 Theresaoei este un asteroid din centura principală de asteroizi.

## Descriere
22784 Theresaoei este un asteroid din centura principală de asteroizi. A fost descoperit pe 10 mai 1999 la Socorro, New Mexico, în cadrul proiectului LINEAR. Asteroidul prezintă o orbită caracterizată de o semiaxă mare de 2,47 ua, o excentricitate de 0,10 și o înclinație de 4,2° în raport cu ecliptica.